# Kratopodia quadrifida
Kratopodia quadrifida är en insektsart som beskrevs av Marius Descamps 1964. Kratopodia quadrifida ingår i släktet Kratopodia och familjen Euschmidtiidae. Inga underarter finns listade i Catalogue of Life.